# 1932年ロサンゼルスオリンピックのカナダ選手団
1932年ロサンゼルスオリンピックのカナダ選手団（1932ねんロサンゼルスオリンピックのカナダせんしゅだん）は、1932年7月30日から8月14日にかけてアメリカ合衆国のロサンゼルスで開催された1932年ロサンゼルスオリンピックのカナダ選手団、およびその競技結果。

## 概要
今大会は金メダル2個、銀メダル5個、銅メダル8個の合計12個のメダルを獲得した。

## メダル
| メダル | 選手名                                                                                | 競技 | 種目             |
| ------ | ------------------------------------------------------------------------------------- | ---- | ---------------- |
| 金     | ダンカン・マクノートン                                                                | 陸上 | 男子走高跳       |
| 銀     | アレックス・ウィルソン                                                                | 陸上 | 男子800m         |
| 銀     | イルダ・ストリク                                                                      | 陸上 | 女子100m         |
| 銀     | ミルドレッド・フィッツェル リリアン・パルマー メアリー・フリッツェル イルダ・ストリク | 陸上 | 女子4×100mリレー |
| 銅     | フィル・エドワーズ                                                                    | 陸上 | 男子800m         |
| 銅     | フィル・エドワーズ                                                                    | 陸上 | 男子1500m        |
| 銅     | レイ・ルイス ジェームズ・ボール フィル・エドワーズ アレックス・ウィルソン             | 陸上 | 男子4×400mリレー |
| 銅     | エヴァ・ドーズ                                                                        | 陸上 | 女子走高跳       |
| 銅     | アレックス・ウィルソン                                                                | 陸上 | 男子400m         |